# Volhov (folyó)
A Volhov (orosz Во́лхов) folyó Oroszország északnyugati részében, a Novgorodi járásban és a Csudovói járásban a Novgorodi területen, illetve a Kirisi és a Volhovi járásban a Leningrádi területen. 
Összeköti az Ilmeny-tót és a Ladoga-tót, a Néva folyó medencéjében. Hossza 224 kilométer, vízgyűjtőjének területe 80 200 négyzetkilométer. 
A Volhov mentén fekszik Velikij Novgorod, Kirisi, Volhov és Novaja Ladoga város, valamint a történelmi múltú Sztaraja Ladoga falu.

## Nevének eredete
A név eredetére több magyarázat is van, de egyik sem általánosan elfogadott. Kapcsolatba hozták a mágus jelentésű finn velho szóval és a pogány papot jelentő orosz volhv szóval. Max Vasmer mindkét etimológiát kétségbe vonta orosz etimológiai szótárában.

## Földrajza
A Volhov az Ilmeny-tóból folyik észak felé Európa legnagyobb édesvizű tavába, a Ladogába. A Ladogába ömlő második legnagyobb folyó. Vízhozama erősen ingadozó, az Ilmeny-tó vízállásától függően. Különleges körülmények közt a felső szakaszon folyásiránya néha megváltozik. Novemberben a Volhov befagy és a jege április elején törik fel. 
Vízszintjét a volhovi vízerőmű gátja szabályozza. Ez volt az első vízerőmű, amelyet a szovjet korszakban építettek. 1926. december 19-én adták át a GOELRO-terv keretében, 25 kilométerre a folyó torkolatától. A gát az áramtermelésen kívül arra is szolgált, hogy hajózhatóvá tegye a folyó alsó szakaszát, amelyet korábban zúgók törtek meg.
A felső szakasz összeköttetésben áll a Mszta-folyóval, az Ilmeny-tót elkerülő Sziverszov-csatornán keresztül. Az alsó szakaszt az Új Ladoga-csatorna  összeköti a Néva, a Szjasz és a Szvir folyókkal.
A Volhov fő mellékfolyói jobbról a Visera, az Oszkuja, a Pcsozsva és a Csornaja, balról a Kereszty, a Tyigoda, a Vloja és az Olomna.

## A közlekedésben
A Volhov folyó teljes hosszában hajózható. Utasforgalom nincs rajta.
Alkalmas nagyméretű, vasúton vagy közúton nem szállítható tárgyak szállítására. 2015-ben a Volhovon szállítottak át uszályon egy VVER-1200 reaktortartályt, az Atommas volgodonszki üzeméből. A reaktort Velikij Novgorodig szállították, ahol a városon keresztül a vasútállomásra vitték, ahonnan egy speciális vasúti jármű (egy Schnabel-kocsi) szállította Belaruszba.

## Fordítás
- Ez a szócikk részben vagy egészben  a   Volkhov River című angol Wikipédia-szócikk ezen változatának fordításán alapul.  Az eredeti cikk szerkesztőit annak laptörténete sorolja fel. Ez a jelzés csupán a megfogalmazás eredetét és a szerzői jogokat jelzi, nem szolgál a cikkben szereplő információk forrásmegjelöléseként.